# ジビルチャルトゥン
ジビルチャルトゥン（Dzibilchaltún）は、メキシコのユカタン州にあるマヤ遺跡。先古典期からスペイン人の到来までの長い歴史を持つ。現地ではツィビルチャルトゥンと呼ばれる。

## 遺跡

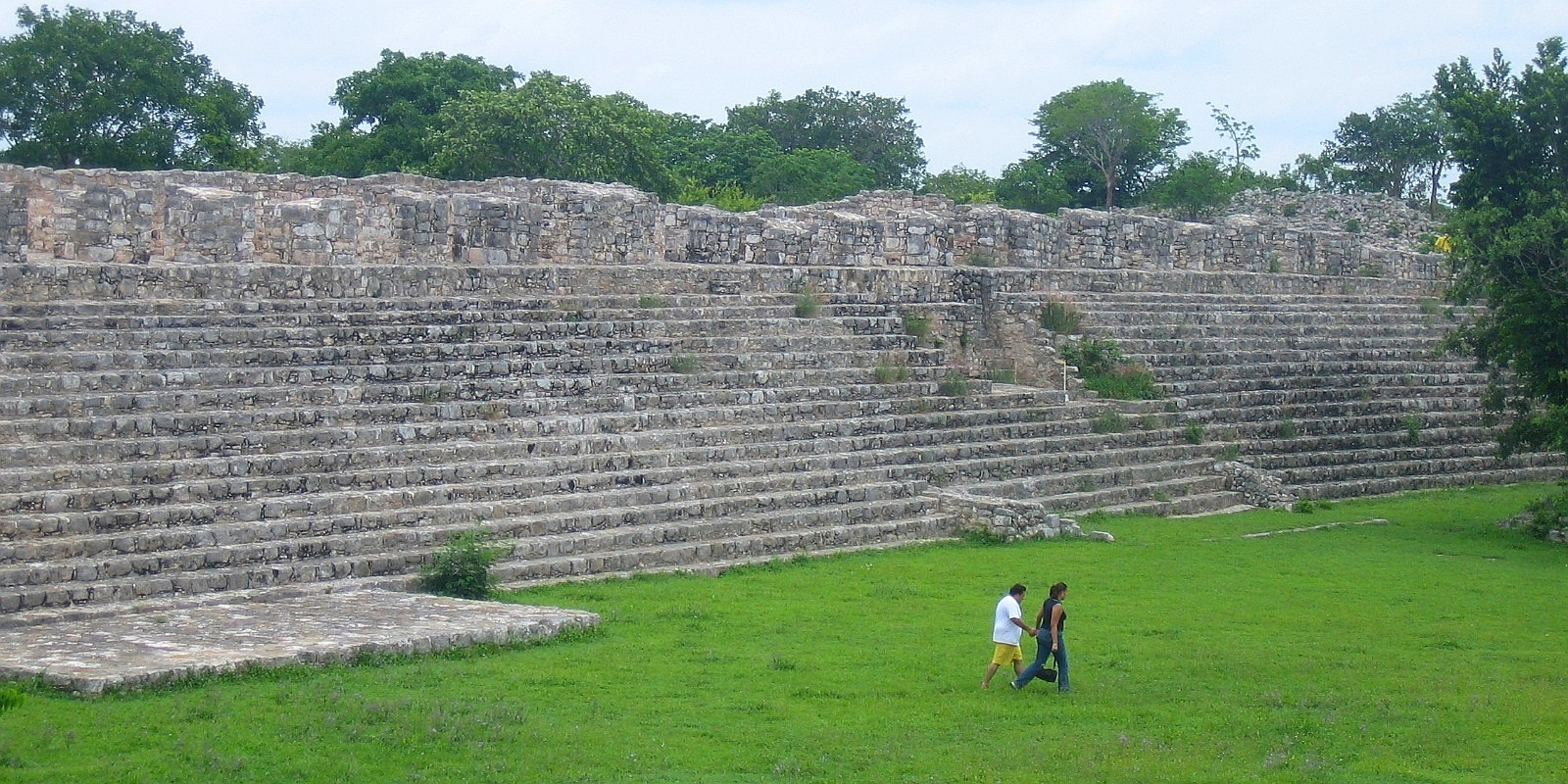
建造物44

ジビルチャルトゥンは州都メリダの北に位置し、メキシコ湾の海岸から20キロメートルほど南にはいったところにある。海岸近くで製塩を行うことができ、かつ農業も可能な立地を選んだと考えられる。
形成期から定住がはじまり、スペイン人の到来までの長期にわたって使用された。主要な建造物の多くは古典期後期のものだが、後古典期にもスペイン人の到来まで古い建築を再利用したり新しい建物を建てたりした。
ジビルチャルトゥン遺跡はセノーテ(Cenote Xlacah)を中心にしている。中に沈んでいた土器・人骨などの物から判断すると、このセノーテは水の供給のみならず、重要な信仰の場所でもあった。セノーテとその東の大広場の周囲の約50ヘクタールほどに人口が集中していた。
大広場の建造物は時代による思想の変化を反映する。先古典期後期の土器にはじまり、古典期後期の石碑、後古典期の羽毛の蛇、16世紀にフランシスコ会によって建てられたキリスト教会の遺跡がある。南側の建造物44は120メートルの長さがあり、35の入口を持つ巨大な建物で、共同体のための建物と考えられている。東側の建造物42の発掘中に王を火葬した壺が発見された。ともに出土した鹿の骨には Kalom 'Uk'uw という王の名が紋章文字とともに記されていた。同じ王名は840年の石碑19にも出現する。
大広場から3つの堤道（サクベ）によって1キロメートルほど離れた東・南・西の建造物グループにつながっている。
1950年から1965年にかけて、テュレーン大学によって東の「7つの人形の神殿」と呼ばれる建造物の発掘が行われ、地図が作られた。この神殿は後世に作られたピラミッドの下にあった建物で、太陽の神殿と考えられる。